# Neunstädtebund
Ab der Mitte des 14. Jahrhunderts waren Städte im Mainzer Oberstift zum Neunstädtebund zusammengeschlossen.
Bei den Städten, die erstmals 1346 als die „neun Städte“ des Mainzer Oberstifts in Erscheinung traten, handelte es sich um Amorbach, Aschaffenburg, Buchen, Dieburg, Külsheim, Miltenberg, Seligenstadt, Tauberbischofsheim und Walldürn. Die Städte nahmen in dieser Zeit eine ähnliche verfassungsgeschichtliche Entwicklung, eine kommunale Selbstverwaltung (Ratsverfassung) entwickelte sich im Mit- und Gegeneinander zum Landesherrn, dem Mainzer Erzbischof, und zum Mainzer Domkapitel. Die landsässigen Städte emanzipierten sich im Verlauf des 15. Jahrhunderts u. a. durch das Recht der Steuererhebung und -bewilligung weiter vom Landesherrn und etablierten sich neben dem Domkapitel und dem Adel als Landstand im erzbischöflichen Territorium.
Im Bauernkrieg traten Städte wie Tauberbischofsheim teils gezwungenermaßen, teils freiwillig auf die Seite der aufständischen Bauern (1525). Die Belagerung Aschaffenburgs durch die Bauern spiegelt dabei das komplizierte Kräftedreieck zwischen landesherrlichem Statthalter, städtischer Obrigkeit und Bauern wider. Der Vormarsch der Neckartal-Odenwälder Bauern zog dann den endgültigen Anschluss der „neun Städte“ nach sich (Amorbacher Erklärung, Vertrag zwischen Bauern und Städten bzw. Stift am 5. und 7. Mai 1525). Das Eingreifen des Schwäbischen Bundes ab der 2. Maihälfte des Jahres 1525 beendete den Bauernkrieg im Mainzer Oberstift. Die Städte mussten sich der Landesherrschaft unterwerfen wie Tauberbischofsheim am 13. Juni. Das Ende der städtischen Selbstverwaltung und landständischen Mitsprache kam für die „neun Städte“ vollends mit den erzbischöflichen Verfügungen der Jahre 1527 und 1528, mit denen auch die faktische Auflösung des Städtebundes einherging.
Auch das Mainzer Oberstift war danach nur mehr ein Regierungsbezirk. Von diesen Städten aus erfuhren z. B. der Taubertaler Haufen und der Odenwald-Neckartaler Haufen große Unterstützung. So warb beispielsweise Georg Metzler in Ballenberg in seiner Wirtschaft „Zum Ochsen“ um Unterstützung für die Bauernbewegung.